# RAO EĂS

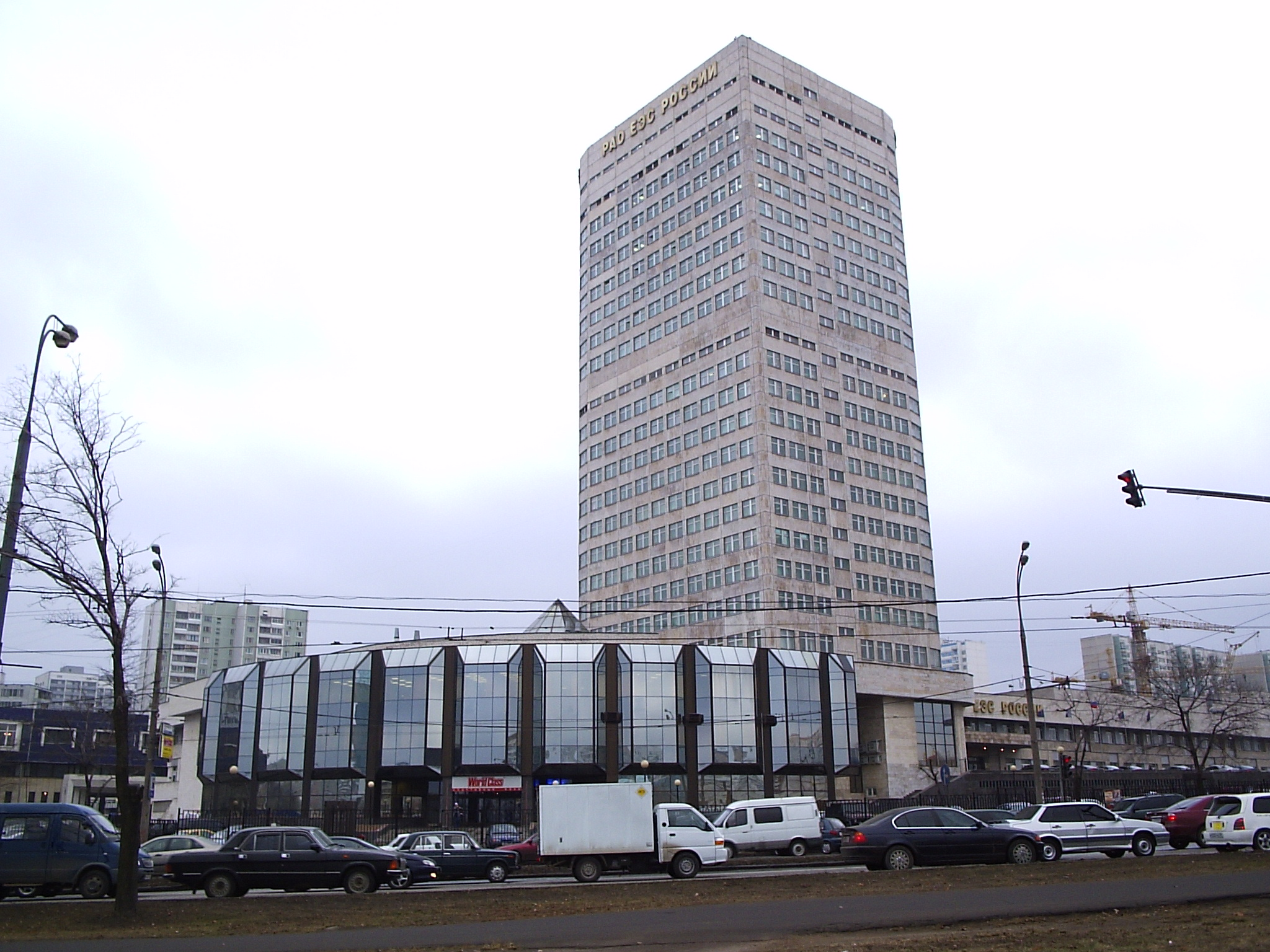
Sediul companiei în Moscova

Rossiiskoe otkrîtoe akționernoe obșcestvo energhetiki i elektrifikații „EĂS Rossii” (abreviat RAO EĂS; în rusă Российское открытое акционерное общество энергетики и электрификации «ЕЭС России», РАО ЕЭС России) este principala companie producătoare de energie electrică din Rusia, înființată în anul 1992. EĂS furnizează 70% din electricitatea produsă în Rusia, 33% din producția de căldură și are 400.000 angajați (iunie 2008). Compania a produs 603,8 TWh în anul 1998, din care 491,6 TWh pe bază de combustibili fosili și 112,2 TWh în centrale hidro electrice. Compania dispune de 43.294 km de linii de transmisie de 220 kV.